# Miguel Marí Sánchez
Miguel Marí Sánchez (Alicante, España, 30 de junio de 1997) es un futbolista español que juega como centrocampista en el CD Eldense de la Segunda División de España. Es hijo del exfutbolista José Miguel Marí Sánchez y hermano mayor del también futbolista Alberto Marí.

## Trayectoria
Nacido en Alicante, se forma en el fútbol base del Hércules CF y Valencia CF antes de unirse al del Inter de Milán en 2015, jugando como delantero. En enero de 2016 regresa a España y firma por el Real Valladolid, donde asciende al filial cinco meses después y debuta el 28 de agosto de 2016 al entrar como suplente en la segunda mitad de una derrota por 1-2 frente al CD Boiro en la Segunda División B.
El 2 de julio de 2018 se oficializa su fichaje por la SD Eibar siendo asignado al club afiliado CD Vitoria, también en la Segunda División B. Logra debutar con el primer equipo el 23 de abril de 2019 al entrar como suplente en la primera mitad de una derrota por 0-2 frente a la SD Huesca en la Primera División de España. El 6 de septiembre de 2020 sale cedido al Orihuela CF de la Segunda División B por una temporada.
El 1 de julio de 2021 se oficializa su fichaje por el CF Intercity de la Segunda Federación. Esa misma temporada logran el ascenso a la Primera Federación. Tras una temporada más en el CF Intercity, el 13 de julio de 2023 se oficializa su incorporación por el CD Eldense de la Segunda División de España.

## Clubes
Actualizado al último partido disputado el 20 de mayo de 2023.
| Club                   | País   | Año       | Partidos | Goles |
| ---------------------- | ------ | --------- | -------- | ----- |
| Inter Primavera        | Italia | 2015-2016 | 5        | 1     |
| Real Valladolid CF "B" | España | 2016-2018 | 68       | 3     |
| CD Vitoria             | España | 2018-2021 | 47       | 10    |
| SD Eibar               | España | 2019-2021 | 6        | 0     |
| Orihuela CF (cedido)   | España | 2020-2021 | 24       | 4     |
| CF Intercity           | España | 2021-2023 | 59       | 4     |
| CD Eldense             | España | 2023-act. | 0        | 0     |

## Palmarés

### Campeonatos nacionales
| Título                | Club            | Año  |
| --------------------- | --------------- | ---- |
| Copa Italia Primavera | Inter Primavera | 2016 |